# George III
Pour les articles homonymes, voir Georges III, George du Royaume-Uni et George de Grande-Bretagne.
George III, né George William Frederick le 4 juin 1738 à Londres et mort le 29 janvier 1820 au château de Windsor, est roi de Grande-Bretagne et roi d'Irlande à partir du 25 octobre 1760 puis roi du Royaume-Uni de Grande-Bretagne et d'Irlande après l'union des deux pays le 1er janvier 1801. Il est également prince-électeur de Hanovre au sein du Saint-Empire romain germanique puis roi de Hanovre à partir du 12 octobre 1814. Il est brièvement roi de Corse du 17 juin 1794 au 19 octobre 1796.
George III est le troisième monarque de la maison de Hanovre mais à la différence de ses deux prédécesseurs ou même de son père le prince de Galles, il est né en Grande-Bretagne et sa langue maternelle est l'anglais. Son règne et sa vie sont marqués par une série de conflits impliquant une grande partie de l'Europe et des territoires jusqu'en Afrique, en Amérique et en Asie. Au début de son règne, la Grande-Bretagne, à l'issue de la guerre de Sept Ans (1756-1763), devient la puissance dominante en Amérique du Nord et en Inde. Puis un rééquilibrage des puissances a lieu après la guerre d'indépendance des États-Unis, qui voit treize des colonies américaines entrer en révolution et acquérir leur autonomie en 1783. La suite de son règne est marquée à partir de 1793 par des guerres successives contre la France révolutionnaire et napoléonienne qui se terminent par la défaite de Napoléon Ier en 1815.
Vers la fin de sa vie, George III souffre d'une aliénation mentale récurrente puis permanente. Ses médecins ignorent la cause de la maladie et sont incapables d'aider le souverain ; les spécialistes modernes jugent qu'il souffrait de la porphyrie ou d'accès de bipolarité. À la suite d'une rechute finale en 1810, une régence est instaurée et son fils aîné, George de Galles, gouverne en tant que prince-régent. Celui-ci monte sur le trône à la mort de son père en janvier 1820 sous le nom de George IV.
Le jugement des historiens sur le bilan du règne de George III et sa personnalité évolue au cours du temps. Il est relativement populaire de son vivant auprès du peuple, mais les évaluations de son règne sont globalement négatives jusqu'au milieu du XXe siècle. Les historiens modernes le considèrent avec plus de bienveillance en raison des événements de son règne (guerres, crises économiques) et de sa maladie.

## Biographie

### Premières années

#### Naissance et baptême

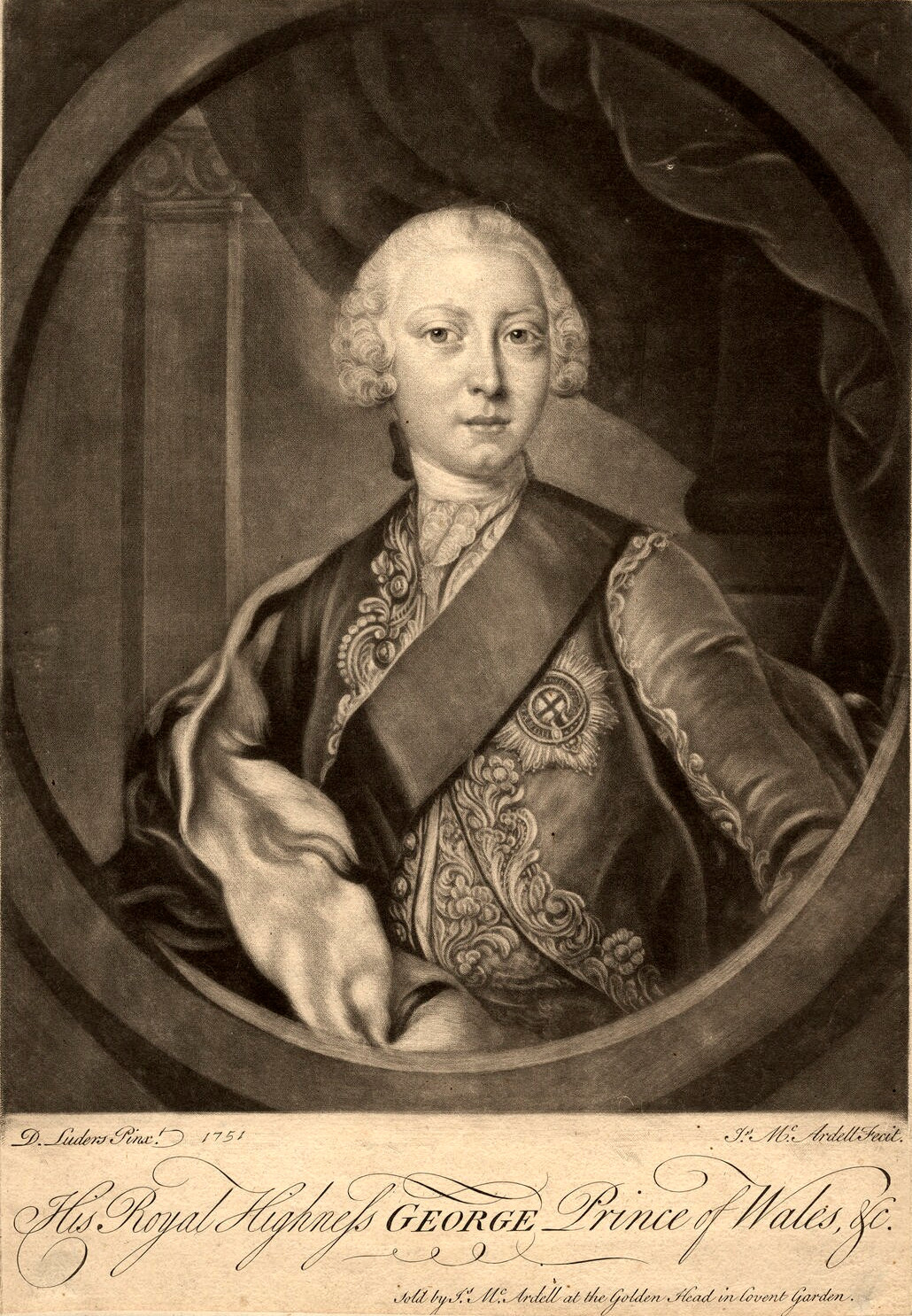
Manière noire du prince George de Galles en 1751 par James MacArdell, d'après un portrait de David Lüders.

George naît à Norfolk House à Londres le 4 juin 1738 ; il est le second enfant et le premier fils du prince Frédéric de Galles et de la princesse Augusta de Saxe-Gotha-Altenbourg. Comme George naît deux mois avant terme et qu'il est peu probable qu'il survive, il est baptisé le même jour par l'évêque d'Oxford, Thomas Secker. Un mois plus tard, il est publiquement baptisé à Norfolk House, à nouveau par Secker. Ses parrains sont le roi Frédéric Ier de Suède, le duc Frédéric III de Saxe-Gotha et la princesse Sophie-Dorothée de Hanovre.

#### Enfance et éducation
George ne garde pas de séquelles de sa naissance prématurée et grandit en bonne santé, même s'il est un garçon timide et réservé. Sa famille s'installe à Leicester Square où George et son frère cadet, Édouard-Auguste, sont éduqués ensemble par des tuteurs privés. Les lettres familiales montrent qu'il peut lire et écrire en anglais et en allemand, et commenter les événements politiques de l'époque alors qu'il n'a que huit ans. Il est le premier monarque britannique à étudier les sciences, dont la chimie et la physique ; en plus des cours de mathématiques, d'astronomie, de français, de latin, d'histoire, de géographie, de commerce, d'agriculture et de droit, il reçoit des leçons de sport, de danse, d'escrime et d'équitation. Son éducation religieuse est exclusivement anglicane.

### Prince héritier du Royaume-Uni

#### Mort soudaine de son père
Le grand-père de George, le roi George II, déteste le prince Frédéric de Galles et ne s'intéresse pas à ses petits-enfants. Après la mort soudaine de Frédéric des suites d'une maladie pulmonaire en 1751, George devient le prince héritier au trône britannique. Il hérite les titres de son père et devient duc d'Édimbourg puis prince de Galles.
Au printemps 1756, alors que George approche de son 18e anniversaire, le roi lui offre de s'installer dans la résidence royale du palais Saint James mais George décline l'offre, suivant les conseils de sa mère et de son confident John Stuart, qui devient par la suite Premier ministre en 1762-1763,. La mère de George, alors la princesse douairière de Galles, préfère le garder avec elle pour lui inculquer ses valeurs morales strictes,.

#### Tentative de mariage avortée
En 1759, George tombe éperdument amoureux de Sarah Lennox, la sœur du duc de Richmond, mais John Stuart exprime son opposition à l'union et George abandonne ses idées de mariage : « je suis désigné pour le bonheur et la misère d'un grand peuple et par conséquent je dois agir contrairement à ma passion »,. Les tentatives du roi pour le marier à la duchesse Sophie-Caroline-Marie de Brunswick-Wolfenbüttel sont repoussées par George et sa mère,, ; la duchesse épouse finalement le margrave Frédéric III de Brandebourg-Bayreuth.

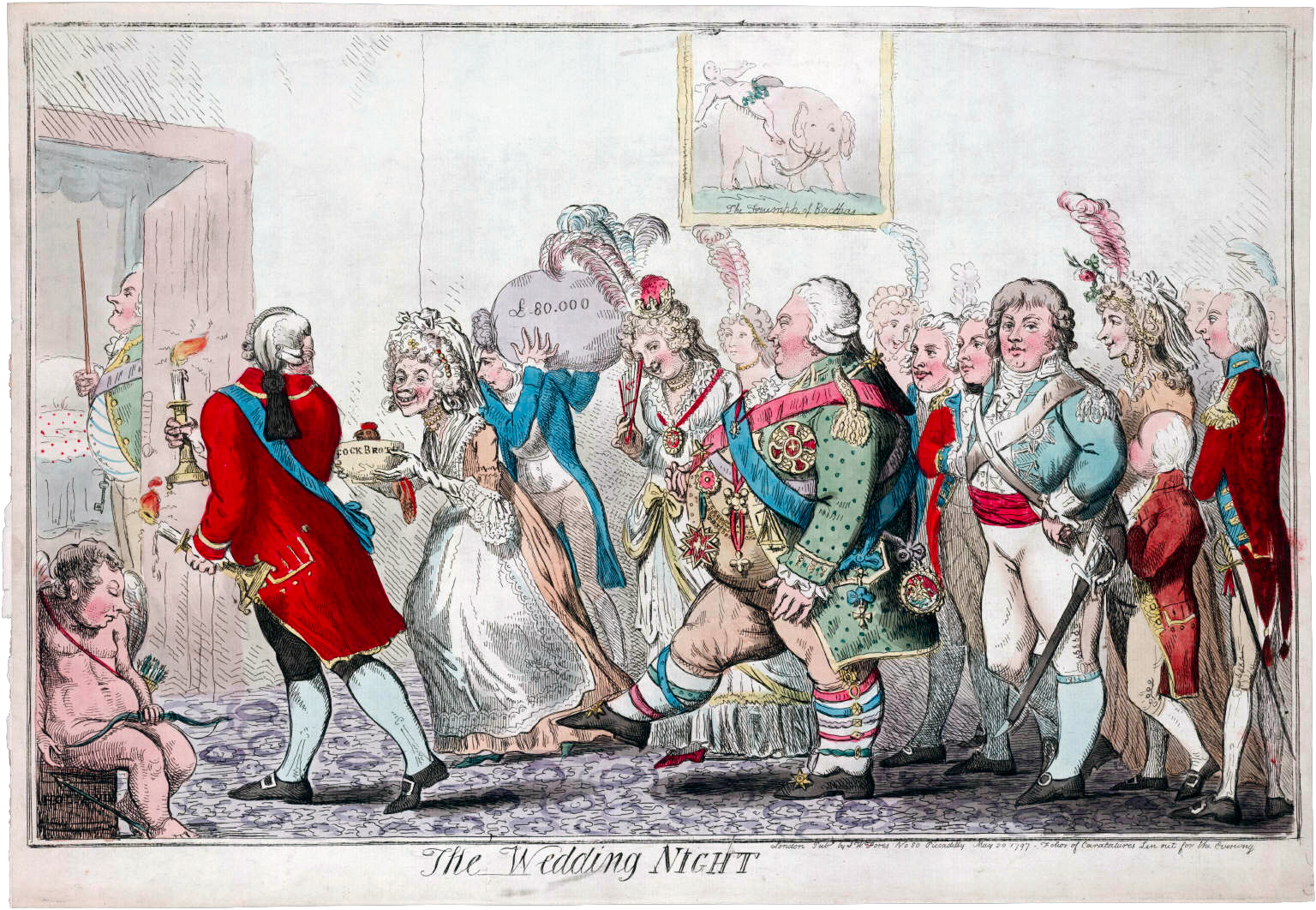
La Nuit du mariage, caricature d'Isaac Cruikshank, 1797.

### Roi du Royaume-Uni

#### Accession au trône
Le 25 octobre 1760, George, alors âgé de 22 ans, accède au trône sous le nom de George III après la mort soudaine de George II deux semaines avant son 77e anniversaire. La recherche d'une épouse convenable s'accélère alors fortement.

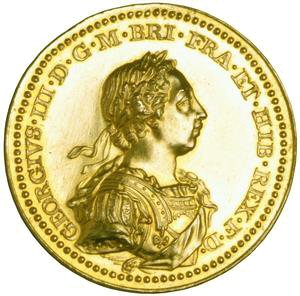
Médaille du couronnement de George III gravée par Lorenz Natter.

#### Mariage et descendance
Le 8 septembre 1761, il épouse dans la chapelle royale du palais Saint James la princesse Charlotte de Mecklembourg-Strelitz qu'il rencontre pour la première fois six heures avant la cérémonie. Deux semaines plus tard, le couple royal est couronné dans l'abbaye de Westminster. Contrairement à ses prédécesseurs et à ses fils, il n'a pas de liaison extraconjugale ; George III et Charlotte de Mecklemburg-Strelitz forment un couple uni,. Ils ont neuf fils et six filles.
En 1762, George achète Buckingham House (où se trouve aujourd'hui le palais de Buckingham) qui sert de résidence secondaire pour sa famille. Ses autres résidences sont le Kew Palace et le château de Windsor tandis que le palais Saint James conserve son statut de résidence officielle. George III voyage peu et il passe toute sa vie dans le Sud de l'Angleterre. Dans les années 1790, il prend des vacances annuelles à Weymouth, qu'il popularise comme l'une des premières stations balnéaires en Angleterre.

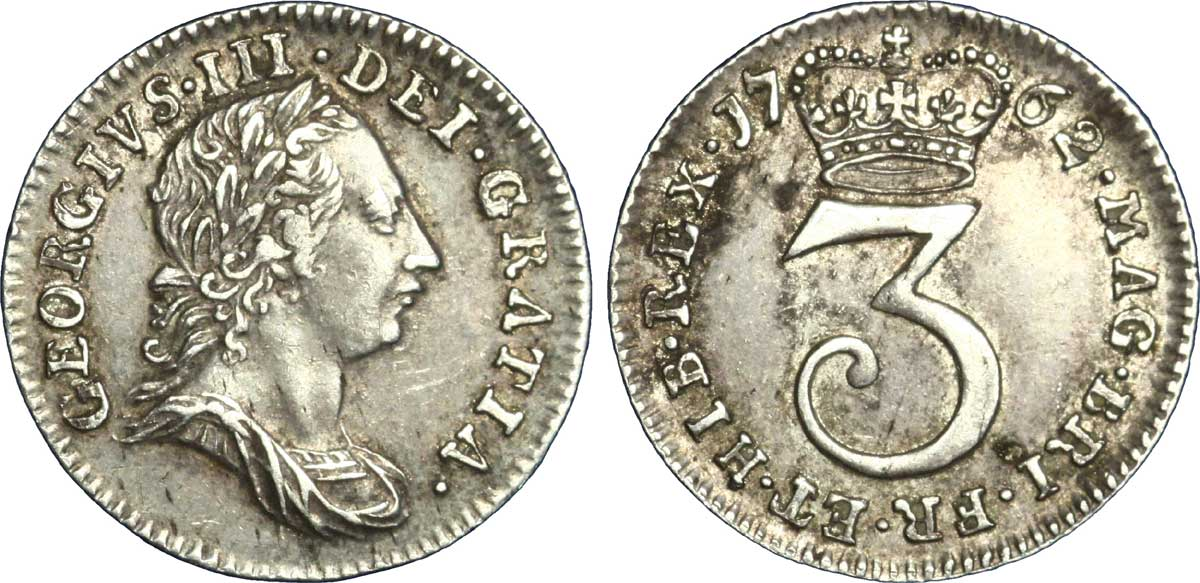
3 pence à l'effigie de Georges III à la tête laurée, 1762.

Dans son discours d'accession devant le Parlement, George proclame : « né et éduqué dans ce pays, je trouve ma gloire dans le nom de l'Angleterre ». Il ajoute cette phrase, écrite par Lord Hardwicke, pour démontrer sa volonté de rompre avec ses ascendants allemands qui sont jugés comme plus intéressés par le Hanovre que par la Grande-Bretagne,.

#### Premières années de règne
Même si son accession au trône est initialement bien accueillie par les membres de tous les partis politiques, les premières années de son règne sont marquées par l'instabilité politique essentiellement liée aux désaccords concernant la gestion de la guerre de Sept Ans,. George III est également perçu comme plus favorable aux ministres tories et il est accusé par les whigs d'être un autocrate. Dans les années 1760, les propriétés royales génèrent relativement peu de revenus et la plupart des recettes de la monarchie proviennent des impôts et des droits d'accise. George III cède le contrôle des propriétés royales au Parlement en retour d'une liste civile annuelle pour la gestion de ses résidences et les dépenses royales. Les rumeurs selon lesquelles il aurait utilisé cet argent pour récompenser ses partisans et corrompre ses opposants sont rejetées par les historiens qui affirment qu'elles ne « reposent sur rien hormis des mensonges inventés par l'opposition mécontente »,. Les dettes accumulées pendant le règne de George III sont réglées par le Parlement et la liste civile est augmentée de temps à autre. Il accorde de grandes sommes d'argent provenant de ses fonds privés à la Royal Academy, et donnerait jusqu'à la moitié de ses revenus personnels à des organisations caritatives. Il achète de nombreux tableaux réalisés entre autres par Canaletto et Johannes Vermeer mais c'est en tant que collectionneur de livres qu'il reste le plus connu. La King's Library (aujourd'hui la British Library) est ouverte aux universitaires et le roi achète personnellement 6 000 ouvrages.
En mai 1762, le gouvernement whig de Thomas Pelham-Holles est remplacé par celui du tory écossais John Stuart, 3e comte de Bute. Les opposants de Lord Bute font circuler des rumeurs concernant une liaison avec la mère du roi et exploitent les préjugés anti-écossais de l'opinion anglaise,,. Le député whig John Wilkes publie le journal The North Briton dont les articles concernant Lord Bute et le gouvernement sont incendiaires et diffamatoires. Wilkes est finalement arrêté pour diffamation à l'encontre du gouvernement mais s'enfuit en France pour éviter une condamnation ; il est expulsé de la Chambre des communes et condamné par contumace pour blasphème et diffamation. En 1763, après la signature du traité de Paris mettant fin au conflit, Lord Bute démissionne et les whigs reviennent au pouvoir sous la direction de George Grenville.

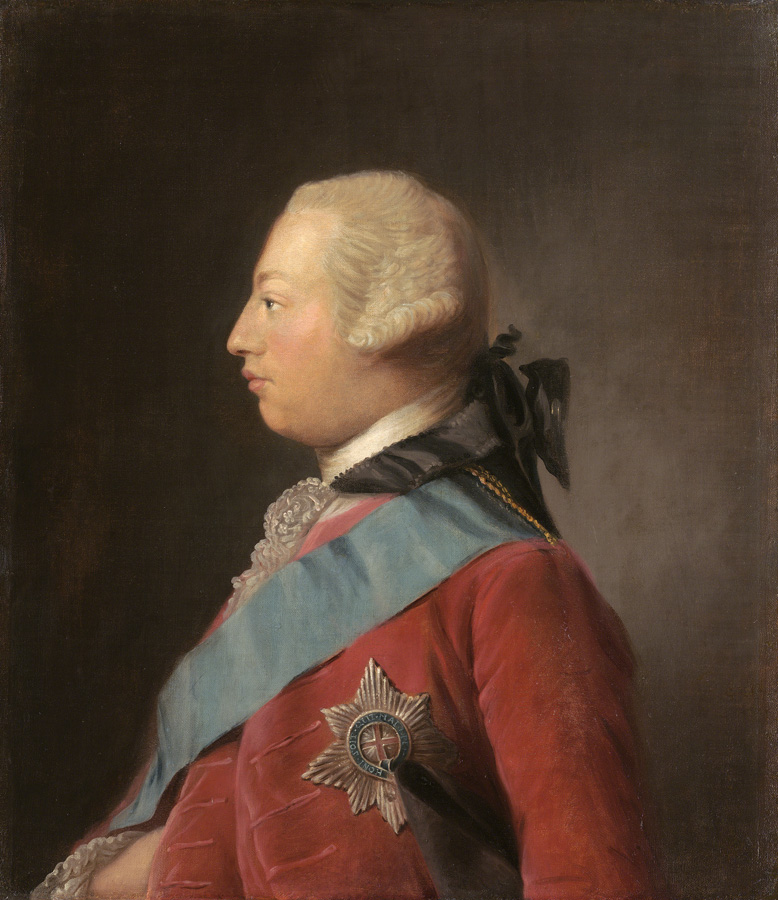
Portrait de George III par Allan Ramsay, 1762.

Plus tard dans l'année, la proclamation royale de 1763 crée une limite à l'expansion vers l'ouest des colonies américaines pour favoriser le développement des territoires au nord et au sud et apaiser les relations tendues avec les Amérindiens. La limite ne gène pas la majorité des colons, qui étaient des agriculteurs, mais elle était impopulaire auprès d'une minorité influente et elle joue un rôle dans le conflit entre les colons et le gouvernement britannique. Comme les colons américains sont généralement épargnés par les taxes britanniques, le gouvernement juge qu'il serait approprié qu'ils en payent pour financer la défense des colonies contre les soulèvements amérindiens ou de possibles incursions françaises. L'opposition des colons ne porte pas sur le fait de payer des impôts mais sur le fait de savoir si le Parlement peut lever des taxes sans l'accord des Américains ; or ceux-ci ne sont pas représentés au Parlement. Le gouvernement britannique rejette ces demandes de représentation et, en 1765, Grenville introduit le Stamp Act qui impose l'ajout d'un timbre fiscal sur tous les documents américains. Comme les journaux sont particulièrement touchés par cette taxation, ils deviennent les principaux vecteurs du mouvement d'opposition. Dans le même temps, le roi est irrité par les tentatives de Grenville pour réduire les prérogatives du roi et il essaie sans succès de persuader William Pitt l'Ancien d'accepter le poste de Premier ministre,,. Après un bref épisode de maladie, George III demande à Charles Watson-Wentworth, Lord Rockingham, de former un gouvernement et limoge Grenville,.
Watson-Wentworth, avec le soutien de Pitt et du roi, annule l'impopulaire Stamp Act de Grenville mais son gouvernement est faible et il est remplacé par Pitt en 1766. L'annulation de la loi par Pitt et George III est si populaire dans les colonies que des statues sont érigées en leur honneur à New York,. Pitt tombe malade en 1767 et Augustus FitzRoy le remplace, mais il ne devient formellement Premier ministre qu'en 1768. La même année, John Wilkes rentre en Angleterre et se présente aux élections générales. Il arrive en tête dans le Middlesex mais est à nouveau exclu du Parlement. Il est réélu et exclu deux fois de plus avant que le Parlement ne décide d'invalider sa candidature et de choisir le deuxième de l'élection,. Le gouvernement de Fitzroy se désintègre en 1770 et les tories menés par Frederick North reviennent au pouvoir,.

#### Rapport du roi à la religion

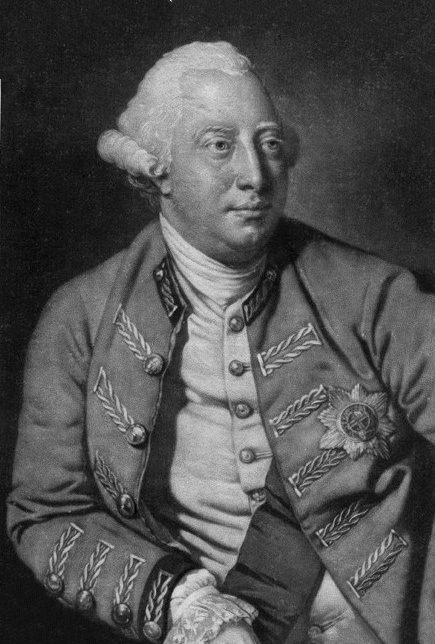
Manière noire de George III d’après Johan Joseph Zoffany, 1771.

George III est profondément pieux et passe des heures à prier,, mais sa piété n'est pas partagée par ses frères. Le roi est choqué par ce qu'il juge comme étant des mœurs dissolues. En 1770, il est révélé que son frère, le prince Henri de Cumberland et Strathearn, est adultère et, l'année suivante, il épouse la jeune veuve Anne Horton. Le roi ne la considère pas comme une épouse royale convenable, car elle est issue d'une classe sociale inférieure et la loi allemande interdit aux enfants du couple de monter sur le trône du Hanovre. George III demande l'introduction d'une loi qui empêcherait les membres de la famille royale de se marier sans l'accord du souverain. La législation est impopulaire, y compris auprès des ministres de George, mais elle est adoptée en tant que Royal Marriages Act de 1772. Peu après, un autre frère de George III, le prince William Henry de Gloucester et Édimbourg révèle qu'il était secrètement marié à Maria Walpole (fille naturelle d'Edward Walpole et petite-fille de Robert). L'affaire convainc George III qu'il a eu raison d'introduire la loi. Aucune des deux femmes n'est reçue à la cour,.

#### Gestion des colonies américaines
Le gouvernement de Lord North est essentiellement occupé par le mécontentement grandissant dans les colonies. Pour apaiser l'opinion américaine, la plupart des droits douaniers sont supprimés, à l'exception de ceux sur le thé. En 1773, les navires amarrés dans le port de Boston sont abordés par des colons et les ballots de thé qu'ils transportent sont jetés à la mer lors du « Boston Tea Party ». L'opinion publique britannique se radicalise et Pitt s'accorde avec Lord North pour déclarer que la destruction des marchandises est « certainement criminelle ». Avec le soutien du Parlement, North introduit des législations qui sont surnommés les Actes intolérables par les colons : le port de Boston est fermé et la charte de la province de la baie du Massachusetts est modifiée pour que les dirigeants de la colonie soient nommés directement par le roi. Jusqu'à ce moment, selon l'historien Peter Thomas, George III « espérait obtenir une solution politique et il suivait toujours les avis de son Cabinet même s'il doutait de leur succès. Les documents détaillés des années 1763 à 1775 tendent à exonérer George III de toute véritable responsabilité dans la révolution américaine ». Même si les Américains qualifient George III de « tyran », il se contente alors d'agir en monarque constitutionnel soutenant les initiatives de ses ministres.

#### Guerre d'indépendance des États-Unis
À la suite du Boston Tea Party, les colons commencent à refuser la tutelle britannique et les colonies se dotent de gouvernements autonomes. Les tensions s'accrurent et les soldats britanniques affrontent les miliciens américains lors des batailles de Lexington et Concord en avril 1775.
Le jour même de l’entrée en vigueur de l’Acte de Québec (1775), des Anglais mécontents vandalisent un monument à George III érigé à Montréal en l'affublant d'un collier de patates pourries et de l'inscription « Le pape du Canada ou le sot anglais » ; l’hiver suivant, pendant l’invasion américaine du Québec, des insurgés déboulonnent la statue et la jettent au fond d’un puits de la place d’Armes. Le buste ne sera retrouvé qu'en 1834 ,.

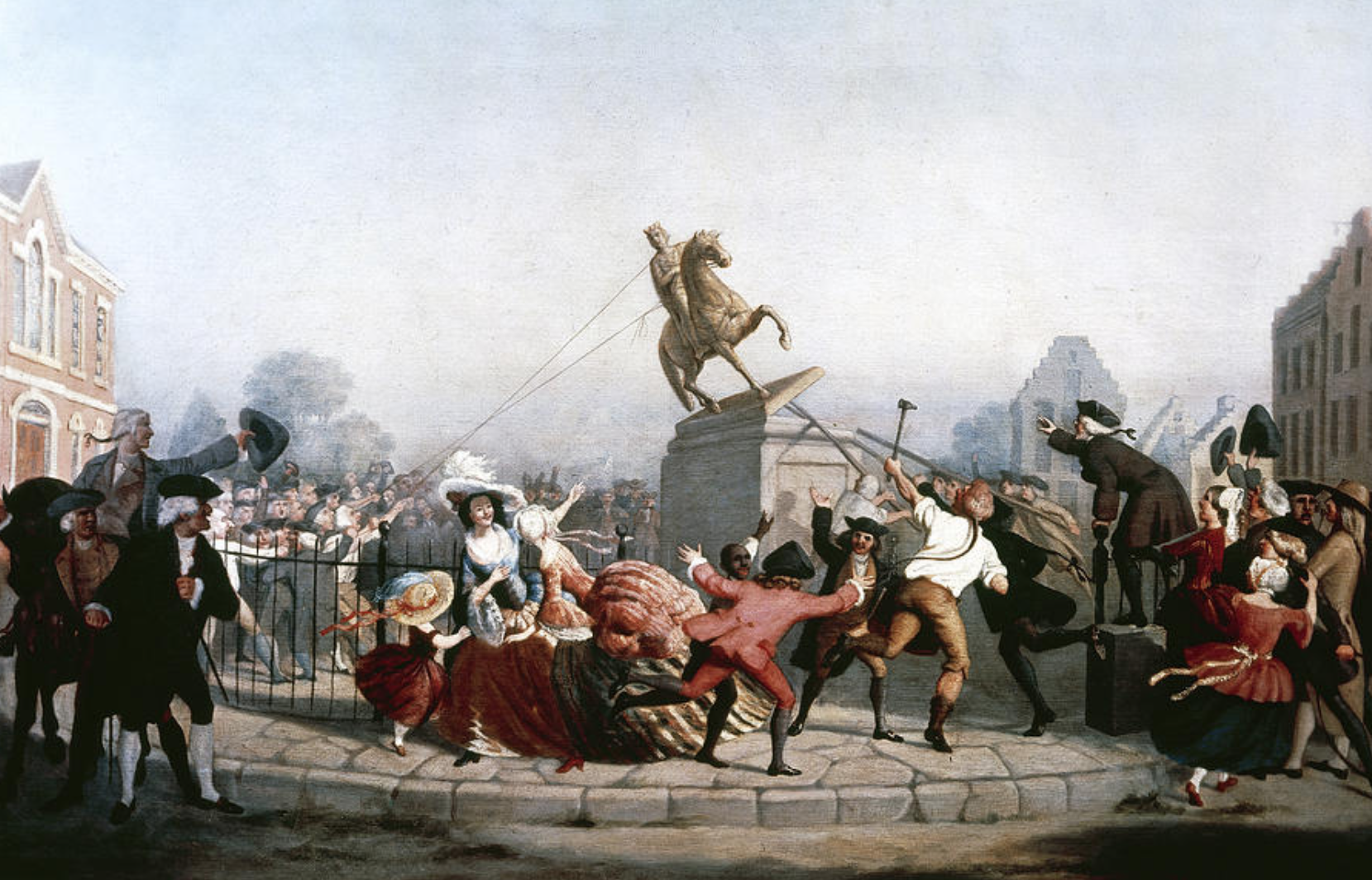
Déboulonnage de la statue équestre de George III sur Bowling Green à New York en 1776.

Les pétitions destinées à obtenir un règlement pacifique de la dispute sont ignorées par le Parlement britannique et les chefs rebelles sont qualifiés de traîtres par la Couronne. Les colonies déclarent l'indépendance en devenant les États-Unis en juillet 1776 et listent leurs griefs envers le roi et le Parlement. La Déclaration accuse George III d'avoir « abdiqué le gouvernement de notre pays… Il a pillé nos mers, ravagé nos côtes, brûlé nos villes et massacré nos concitoyens ». La statue équestre du souverain à New York est démantelée. Les Britanniques prennent la ville en 1776 mais perdent Boston et leur plan pour envahir la Nouvelle-Angleterre depuis le Canada échoue avec la défaite du général John Burgoyne lors des batailles de Saratoga.
George III est souvent critiqué pour s'être obstiné dans la guerre engagée contre les colons d'Amérique malgré les conseils de ses ministres. Pour l'écrivain George Trevelyan, le roi est déterminé à « ne jamais reconnaître l'indépendance des Américains et à punir leur rébellion par la prolongation illimitée d'une guerre qui promettait d'être éternelle ». Le roi veut « maintenir les rebelles harcelés, anxieux et pauvres jusqu'au jour où, à la suite d'un processus naturel et inévitable, le mécontentement et la déception se seront transformés en pénitence et remords ». Les études plus modernes défendent le comportement de George III en avançant que, à l'époque, aucun roi n'aurait abandonné un si grand territoire, et que sa conduite est bien moins impitoyable que celle des autres souverains européens. Après la défaite de Saratoga, le Parlement et les Britanniques sont favorables à la guerre ; les recrutements sont nombreux et, si les opposants sont actifs, ils ne sont qu'une faible minorité,. Du fait des revers en Amérique, le Premier ministre North demande que le pouvoir soit transféré à William Pitt l'Ancien qu'il juge plus capable ; George III refuse cette proposition et demande à Pitt de se mettre au service de North. Pitt décline l'offre et décède quelques mois plus tard. Au début de l'année 1778, la France signe un traité d'alliance avec les États-Unis et le conflit devient international. La France et les États-Unis sont rapidement rejoints par l'Espagne et les Provinces-Unies tandis que la Grande-Bretagne demeure isolée. En 1779, Lord Gower et Lord Weymouth démissionnent du gouvernement et Lord North demande à nouveau le droit de démissionner ; il reste néanmoins en poste du fait de l'insistance du souverain. L'opinion publique commence à se retourner du fait du coût du conflit et cette opposition contribue aux émeutes anticatholiques à Londres en juin 1780.
Jusqu'en 1780, les loyalistes peuvent croire en une victoire, car les troupes britanniques remportent de nombreuses batailles comme celles de Camden et de Guilford Court House. Néanmoins, lorsque les nouvelles de la défaite de Charles Cornwallis lors de la bataille de Yorktown atteignent Londres à la fin de l'année 1781, Lord North démissionne de son poste de Premier ministre du fait de l'érosion de ses soutiens parlementaires. Le roi rédige une proclamation d'abdication qui n'est jamais délivrée, et accepte la défaite en Amérique du Nord. Il autorise des négociations de paix qui débouchent sur la signature du traité de Paris en 1783 par lequel la Grande-Bretagne reconnait l'indépendance des États-Unis. Lorsque John Adams est nommé ambassadeur à Londres en 1785, George III se résigne aux nouvelles relations entre son pays et ses anciennes colonies. Il dit à Adams : « j'étais le dernier à consentir à la séparation ; mais la séparation ayant été réalisée et étant devenue inévitable, j'ai toujours dit, comme je dis maintenant, que je serai le premier à reconnaître les États-Unis comme une puissance indépendante ».

#### Lutte constitutionnelle

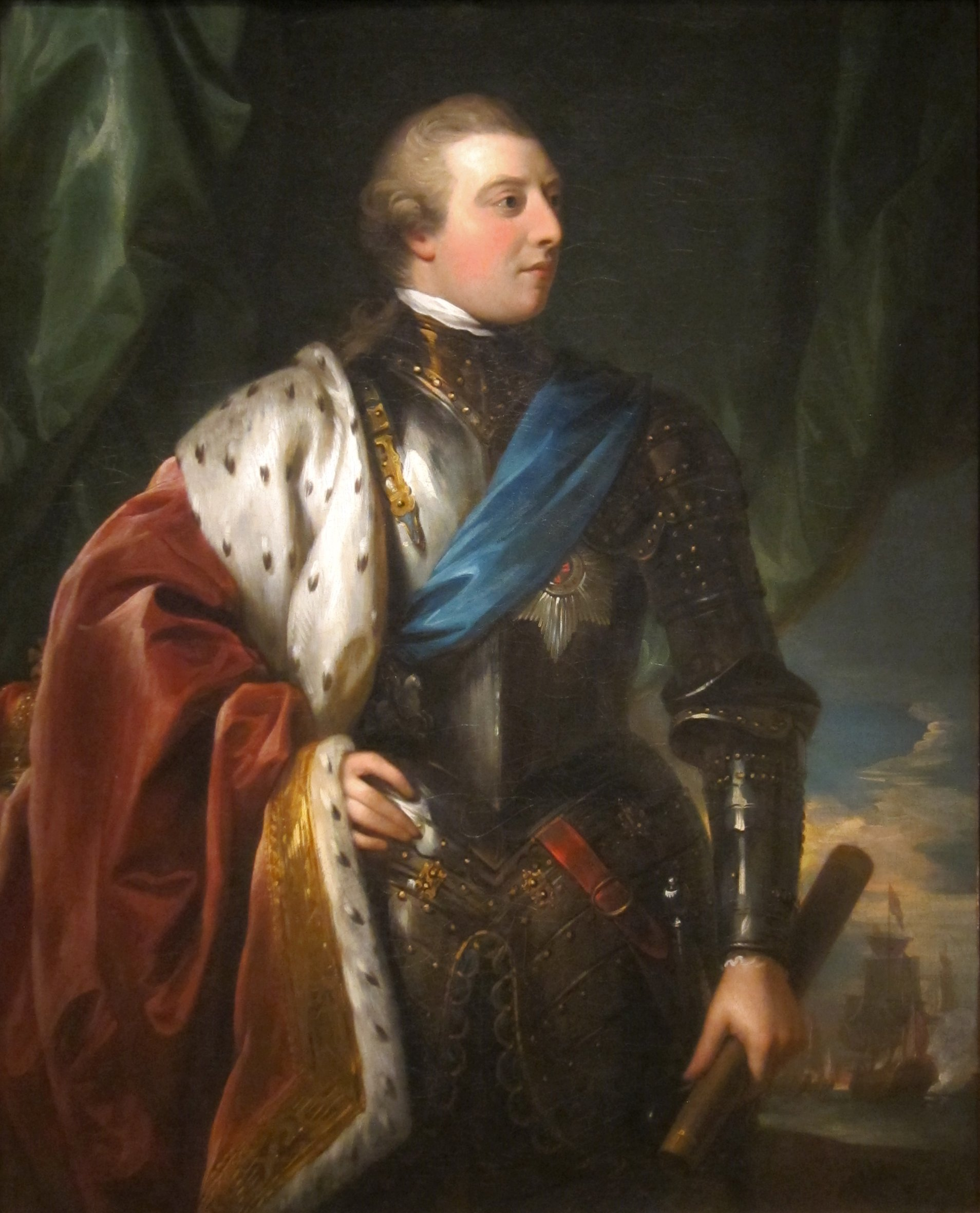
Portrait de George III par Benjamin West, 1783.

Avec la chute du gouvernement de North en 1782, Lord Rockingham devient Premier ministre pour la deuxième fois mais meurt quelques mois plus tard. Le roi nomme alors Lord Shelburne pour le remplacer. Charles James Fox refuse néanmoins de participer à son administration et il demande la nomination de William Cavendish-Bentinck, 3e duc de Portland. En 1783, la Chambre des communes oblige Lord Shelburne à démissionner et son gouvernement est remplacé par la coalition Fox-North. Lord Portland devient Premier ministre, Fox et North devenant respectivement secrétaire d'État des Affaires étrangères et secrétaire d'État à l'Intérieur.
Le roi déteste profondément Fox, autant ses politiques que sa personnalité ; il considère que Fox est sans scrupules et a une mauvaise influence sur le prince de Galles. George III n'apprécie pas de ne pas pouvoir choisir les ministres de son choix, mais le gouvernement de Portland rassemble rapidement une majorité et ne peut donc pas être limogé facilement. Il est encore plus déçu quand le gouvernement présente l'India Bill qui propose de réformer l'administration de l'Inde en transférant le pouvoir politique de la Compagnie britannique des Indes orientales vers des commissaires parlementaires,. Même si le roi défend un plus grand contrôle sur la Compagnie, les commissaires proposés sont tous des alliés politiques de Fox. Juste après l'adoption de la loi par la Chambre des communes, George III demande à George Nugent-Temple-Grenville d'informer la Chambre des lords qu'il considèrerait comme un ennemi tous ceux qui voteraient en faveur de la législation. La loi est rejetée par les lords et Lord Portland démissionne trois jours plus tard ; il est remplacé par William Pitt le Jeune et George Nugent-Temple-Grenville devient secrétaire d'État aux Affaires étrangères. Le 17 décembre 1783, le Parlement vote une motion qui qualifie l'influence du souverain dans le vote parlementaire de « grand crime » et George Nugent-Temple-Grenville est obligé de démissionner. Le départ du secrétaire d'État déstabilise le gouvernement durant les trois mois suivants et il perd sa majorité. Le Parlement est dissous mais l'élection de 1784 donne une base solide à Pitt.

#### Gouvernement de William Pitt le Jeune

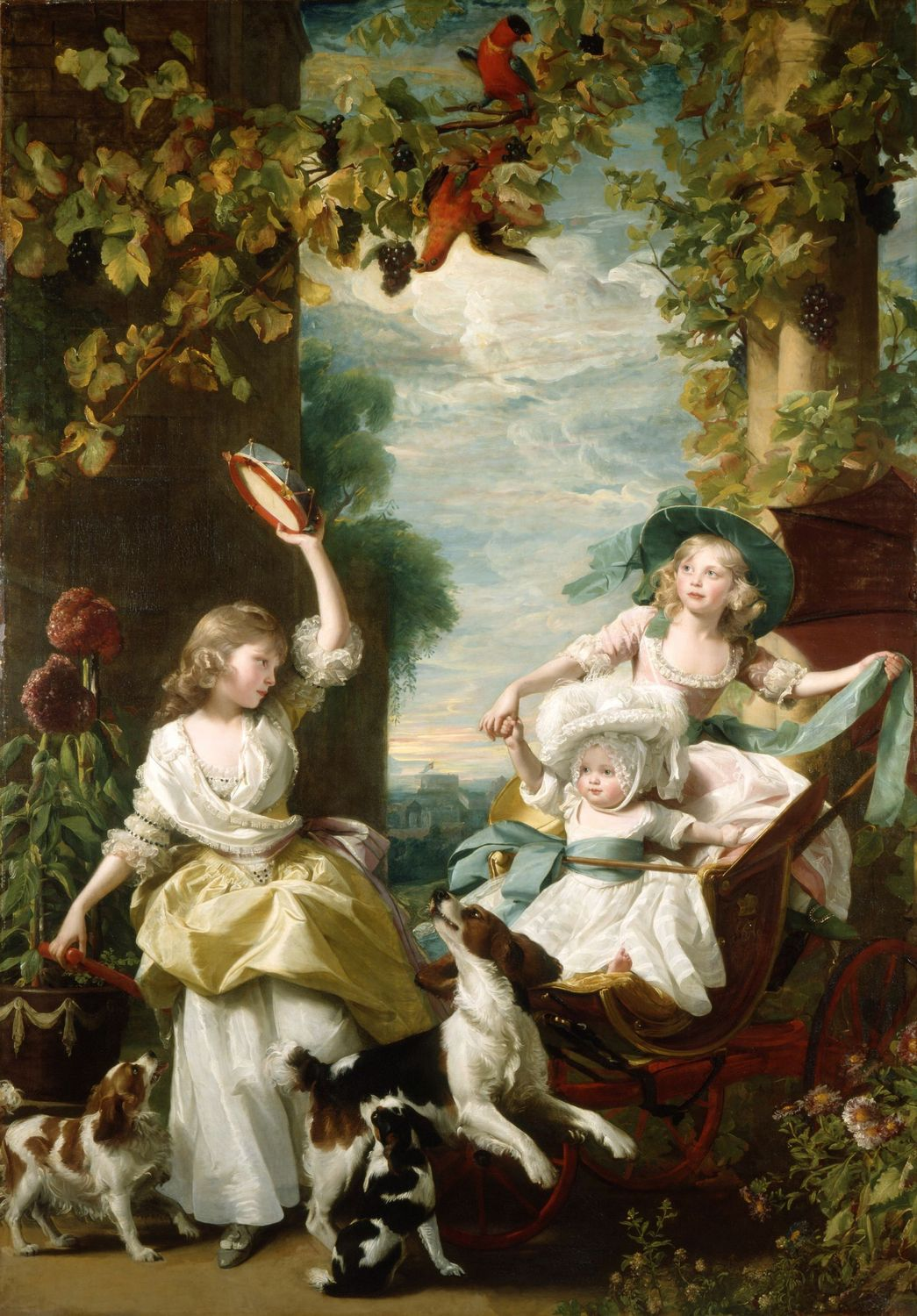
Les trois plus jeunes filles du roi George III ; tableau de John Singleton Copley vers 1785.

Pour George III, la nomination de William Pitt le Jeune est une grande victoire, et elle prouve qu'il était capable de choisir les Premiers ministres sur la base de ce qu'il pense être l'opinion publique sans avoir à suivre les recommandations de la majorité à la Chambre des communes. Tout au long du mandat de l'administration Pitt, George III défend la plupart de ses objectifs politiques et créé de nouveaux lords à un rythme encore jamais vu pour accroître le nombre des partisans de Pitt à la Chambre des lords. George III est alors extrêmement populaire en Grande-Bretagne, du fait de sa piété et de sa fidélité à son épouse. Il adore ses enfants et est bouleversé par la mort en bas âge de deux de ses fils en 1782 et en 1783. Il met néanmoins en place un programme d'éducation rigoureux afin qu'ils suivent une vie pieuse et vertueuse. Lorsque ses enfants, devenus adultes, s'éloignent de ces principes, George III en est très affecté.
La santé du souverain commence à se détériorer dans les années 1780. Il est atteint de troubles mentaux qui sont peut-être liés à une maladie du sang appelée porphyrie,, même si ce diagnostic a été remis en cause. Une étude sur des mèches de cheveux de George III publiée en 2005 a révélé un fort taux d'arsenic, qui est peut-être le déclencheur de cette maladie. Son origine est inconnue mais il est peut-être utilisé dans les médicaments ou les cosmétiques. Le roi a peut-être un bref accès de la maladie en 1765 mais un épisode plus long commença à l'été 1788. À la fin de la session parlementaire, il se rendit dans la ville thermale de Cheltenham pour récupérer. Ce fut l'endroit le plus éloigné de Londres (160 km) où il se rendit. En novembre, il est gravement atteint et parle parfois pendant de longues heures sans s'arrêter. De fausses histoires circulent au sujet de sa maladie, telle que celle où il voulut serrer la main à un arbre qu'il prenait pour le roi de Prusse,,,. Le traitement des maladies mentales est alors primitif et les médecins du roi essaient de le soigner en l'immobilisant de force jusqu'à ce qu'il soit calme ou en appliquant des cataplasmes caustiques pour chasser les « mauvaises humeurs »,,.
En novembre 1788, lors de la convocation du Parlement, Fox et Pitt le Jeune se disputent au sujet de la mise en place d'une régence durant l'incapacité du monarque. Les deux hommes s'accordent sur le fait qu'il est préférable que le prince de Galles, fils aîné et héritier de George III, devienne régent. Néanmoins Fox suggère que le régent reçoive l'ensemble des pouvoirs du souverain tandis que Pitt, qui craignait d'être limogé si le prince de Galles montait sur le trône, propose que le régent soit nommé par le Parlement et que ses pouvoirs soient limités,. En février 1789, la loi sur la Régence autorise le prince de Galles à agir en tant que prince-régent est adoptée par la Chambre des communes, mais George III se rétablit avant que la Chambre des lords ne se prononce.

#### Révolution française et guerres napoléoniennes

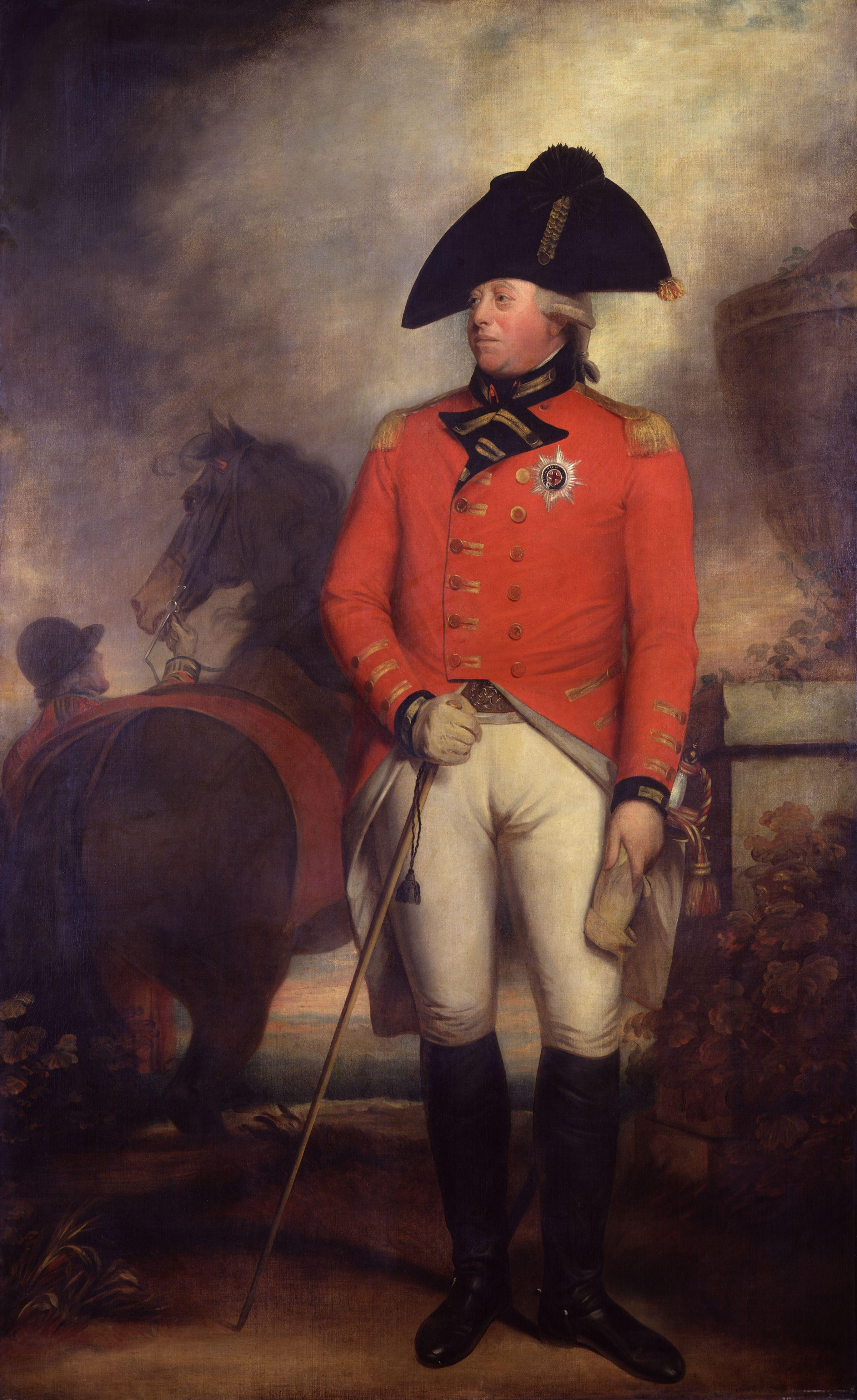
Portrait de George III réalisé par William Beechey en 1799/1800.

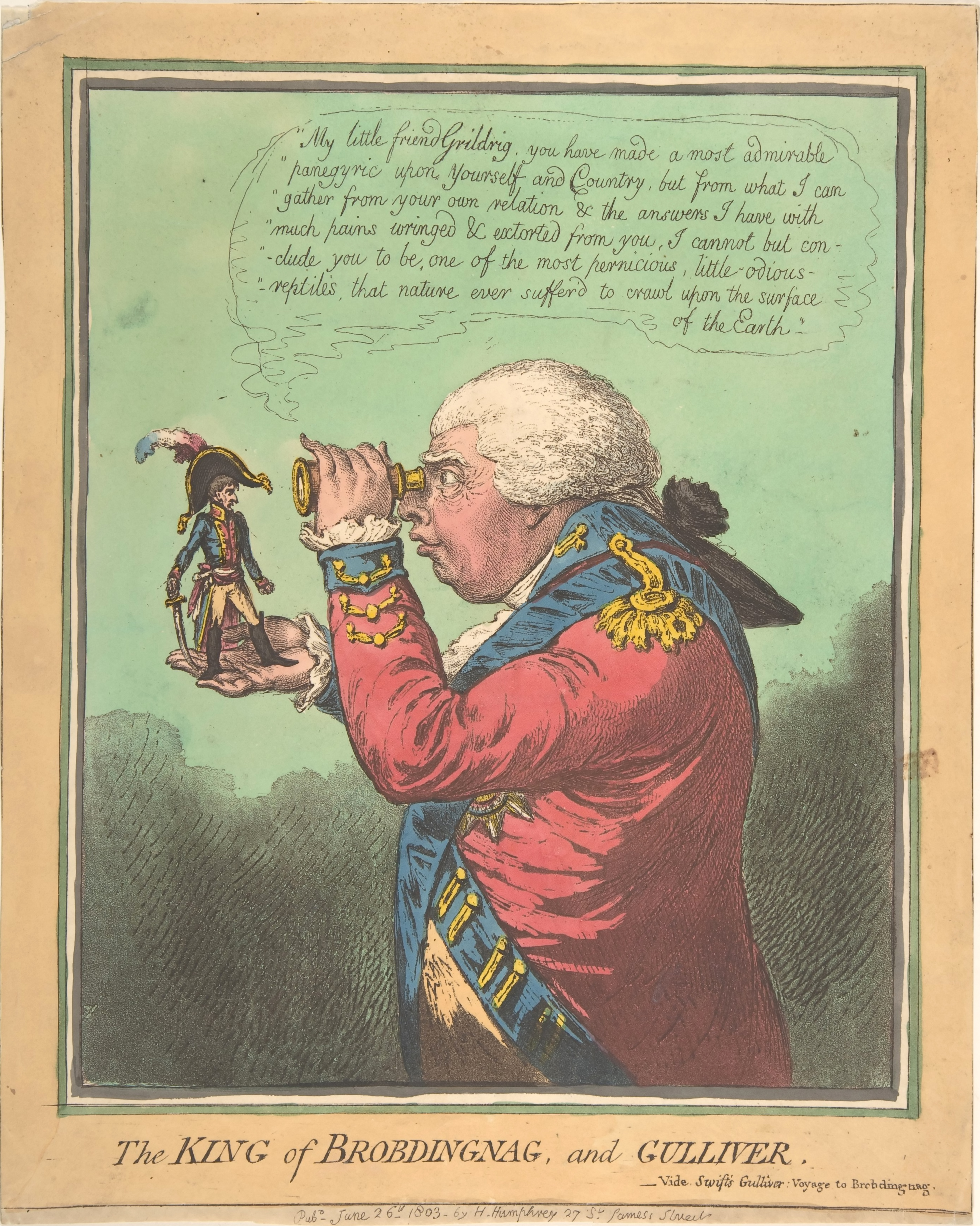
Caricature de George III tenant Napoléon dans sa main (James Gillray, 1803).

Après l'amélioration de l'état de santé de George III, sa popularité et celle de Pitt continuent de s'accroître au détriment de celles de Fox et du prince de Galles,,,,.
Deux assaillants déments, Margaret Nicholson et John Frith, tentent respectivement d'assassiner le roi en 1786 et 1790. Malgré tout, le traitement humain et compréhensif de George III envers les agresseurs est salué par l'opinion publique. Le 15 mai 1800, James Hadfield, un ancien soldat également dément, tire sur le balcon royal du théâtre de Drury Lane où se trouve alors le roi. Le tir manque sa cible et George III est tellement peu affecté par l'incident qu'il s'endort pendant l'entracte,.
La Révolution française de 1789 puis l'abolition de la monarchie en 1792 inquiètent les propriétaires fonciers britanniques. Lorsque la France déclare la guerre à la Grande-Bretagne en 1793, George III autorise Pitt le Jeune à augmenter les impôts, à créer des unités militaires et à suspendre l'habeas corpus. La Première Coalition qui rassemble l'Autriche, la Prusse et l'Espagne se disloque en 1795 avec les retraits de la Prusse et de l'Espagne,. Après la victoire française en 1797, une Deuxième Coalition rassemblant l'Autriche, la Russie et l'Empire ottoman est défaite en 1800. La Grande-Bretagne reste donc seule pour combattre Napoléon Bonaparte, Premier consul de la République française.
Une brève accalmie des hostilités permet à Pitt le Jeune de concentrer ses efforts sur l'Irlande où un soulèvement éclate en 1798 avec le soutien des Français. En 1800, les parlements britanniques et irlandais adoptent l'Acte d'Union qui entre en vigueur le 1er janvier 1801 et rassemble la Grande-Bretagne et l'Irlande dans un seul État appelé Royaume-Uni de Grande-Bretagne et d'Irlande. George III profite de l'opportunité pour abandonner le titre de « roi de France » que les souverains anglais puis britanniques revendiquent depuis le règne d'Édouard III. Il est suggéré que George III adopte le titre d'« empereur des îles Britanniques » mais il s'y refuse. Dans le cadre de sa politique irlandaise, Pitt envisage de supprimer certaines restrictions légales frappant les catholiques. Cependant George III refuse catégoriquement en avançant que l'émancipation des catholiques serait une violation de son serment de couronnement qui stipulait le maintien du protestantisme dans le royaume. Devant l'opposition du souverain et de l'opinion publique à ses réformes religieuses, Pitt menace de démissionner. Au même moment, le roi recommence à souffrir de troubles mentaux et il accuse les inquiétudes au sujet de la question catholique d'en être la cause,,. Pitt est formellement remplacé le 14 mai 1801 par le président de la Chambre des communes, Henry Addington. Ce dernier s'oppose à l'émancipation et, devant l'état catastrophique des finances publiques, signe la paix avec la France en 1802.
George III ne considère pas la paix avec la France comme une réalité ; pour lui, il s'agit d'une « expérience ». En mai 1803, la guerre reprend mais l'opinion publique n'a pas confiance en Addington pour mener la guerre et elle demande le retour de Pitt le Jeune. Une invasion de l'Angleterre semblait imminente et de nombreux volontaires se présentent pour défendre le pays. La revue de 27 000 volontaires par le roi les 26 et 28 octobre 1803 à Hyde Park, au maximum de la peur d'une invasion, attire 500 000 spectateurs. The Times déclare que « l'enthousiasme de la multitude était au-delà de toute description ». George III écrit à son ami l'évêque Richard Hurd : « Nous attendons ici chaque jour que Bonaparte mette à exécution sa menace d'invasion… Si ses troupes parviennent à débarquer, je ne manquerai pas de me mettre à la tête des miennes, et de mes autres sujets armés, pour les repousser ». Après la victoire de Nelson lors de la bataille navale de Trafalgar, la menace d'une invasion s'éloigne.

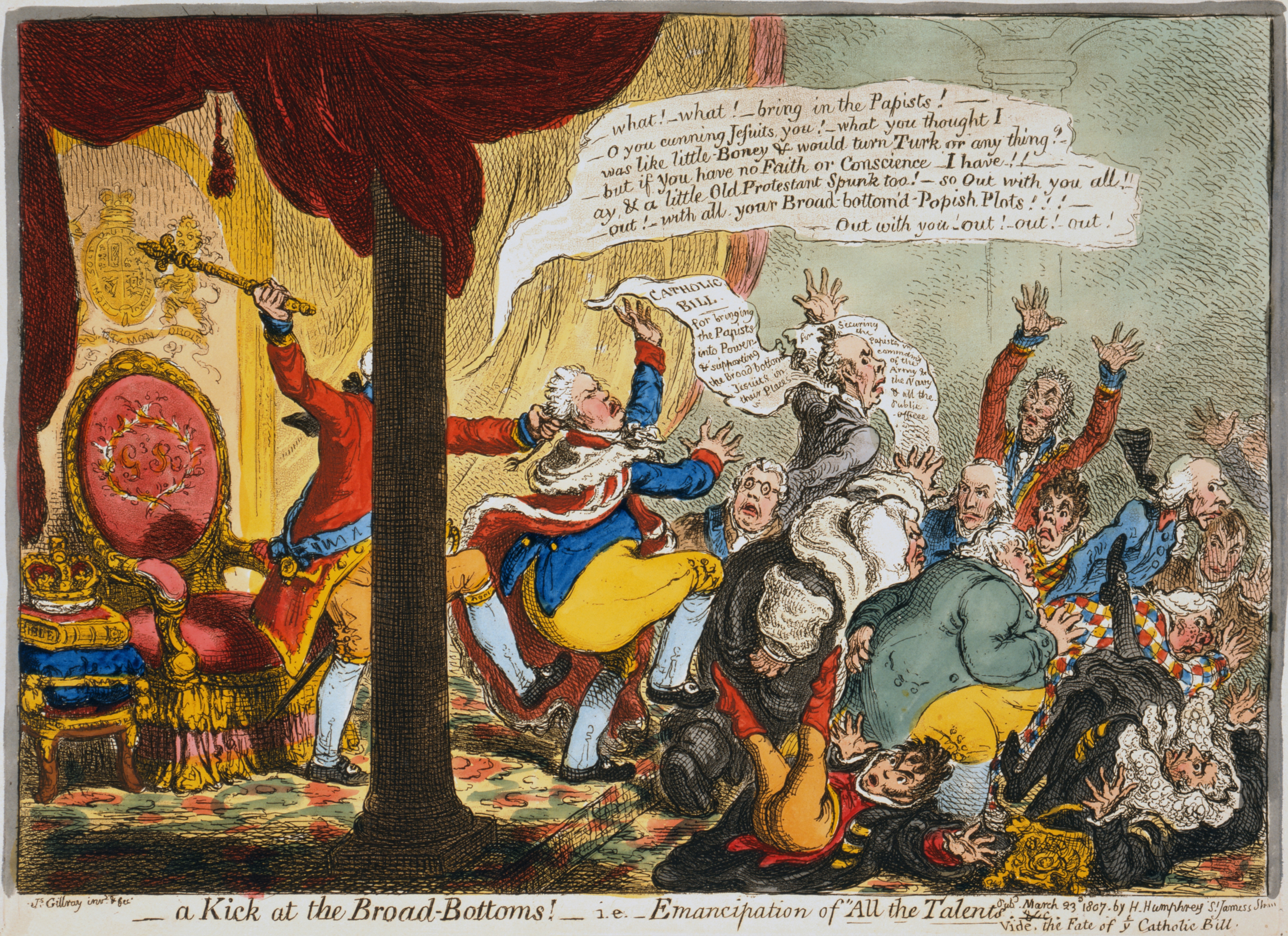
Caricature de James Gillray montrant le limogeage du Ministère de tous les talents par George III (caché derrière le pilier), 1807.

En 1804, George III est à nouveau affecté par sa maladie intermittente ; après son rétablissement, Addington démissionne et Pitt revint au pouvoir. Pitt envisage de nommer Fox dans son administration mais George III refuse. William Grenville considère qu'il s'agissait d'une injustice envers Fox et il refuse de rejoindre le gouvernement. Pitt concentre tous ses efforts à former une nouvelle coalition avec l'Autriche, la Russie et la Suède. La Troisième Coalition échoue comme les deux précédentes et s'effondre en 1805. La lutte contre la France a raison de la santé de William Pitt le Jeune, qui décède en 1806. Grenville devient Premier ministre et son ministère de Tous les Talents inclut Fox. Le roi se montre conciliant avec lui, mais après la mort de Fox en septembre 1806, George III et son gouvernement entrent en conflit ouvert. Pour accroître le recrutement de l'armée, l'administration présente une mesure en février 1807 visant à autoriser les catholiques à servir à tous les grades des forces armées. Non seulement George III refuse cette proposition, mais il fait rédiger par les membres du gouvernement Grenville un accord afin que cette mesure ne soit jamais applicable dans le futur. Les ministres acceptent d'abandonner cette législation mais refusent de se prononcer sur l'avenir. Ils sont limogés et William Cavendish-Bentinck devient nominalement Premier ministre bien que le pouvoir apparient au chancelier de l'Échiquier Spencer Perceval. Le Parlement est dissous et l'élection générale de 1807 offre une large majorité au gouvernement à la Chambre des communes. George III ne prend pas d'autres décisions importantes durant le reste de son règne ; le remplacement de Cavendish-Bentinck par Perceval en 1809 a peu d'importance.

#### Dégradation de sa santé et régence

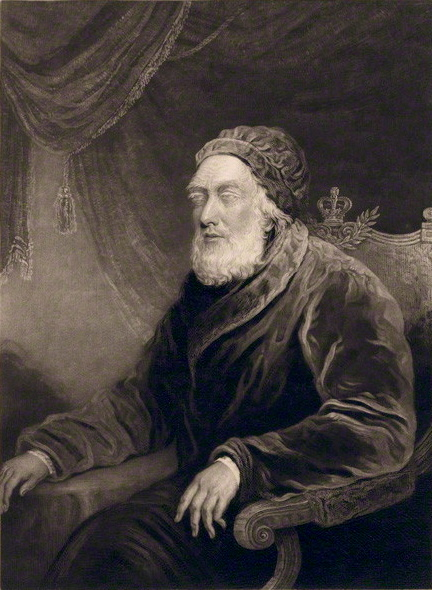
Gravure de George III réalisée par Charles Turner vers 1820.

À la fin de l'année 1810, à l'apogée de sa popularité,, George III devient gravement malade, presque aveugle du fait de la cataracte et souffrant de rhumatismes. Il considère que la maladie a été déclenchée par la mort de sa plus jeune et fille préférée, la princesse Amélie. L'infirmière de la princesse rapporte que « les scènes de détresse et de pleurs journaliers… étaient tristes au-delà de la description ». En 1811, George III accepte la loi de Régence et le prince de Galles reste alors prince-régent jusqu'au décès de son père. Malgré des signes de convalescence en mai 1811, le roi sombre dans une aliénation complète et permanente ; il vit isolé dans le château de Windsor jusqu'à sa mort,.
Le Premier ministre Spencer Perceval est assassiné en 1812, et est remplacé par Robert Jenkinson. Ce dernier préside à la victoire britannique lors des guerres napoléoniennes et le congrès de Vienne accorde d'importants gains territoriaux au Hanovre qui devient un royaume.
Dans le même temps, la santé de George III continue de se dégrader. Il présente des signes de démence, devient complètement aveugle et de plus en plus sourd. Il est incapable de comprendre son accession au trône de Hanovre en 1814 ou la mort de son épouse en 1818,,. Avant Noël 1819, il parle de manière incohérente pendant 58 heures et, dans les dernières semaines de sa vie, il est incapable de marcher.

#### Mort du roi et succession
Le 29 janvier 1820, à 20 h 38, le roi George III meurt au château de Windsor à l'âge de 81 ans, au terme d'un long règne de 59 ans. Six jours auparavant disparaissait son quatrième fils, le prince Édouard-Auguste de Kent. Son fils préféré, le prince Frédéric d'York, l'accompagne dans ses derniers moments. Le roi est inhumé le 16 février 1820 aux côtés de ses prédécesseurs dans la chapelle Saint-Georges du château de Windsor,.
Son règne de 59 ans, 4 mois et 3 jours est le troisième plus long de toute l'histoire du Royaume-Uni après celui de sa petite-fille Victoria, et d'Élisabeth II, et reste le plus long d'un monarque de sexe masculin au Royaume-Uni.
Les successeurs de George III, ses fils George IV et Guillaume IV, meurent tous deux sans enfants légitimes, respectivement en juin 1830 et juin 1837. Après leur mort, la seule fille légitime du duc de Kent, Victoria, monte sur le trône en 1837 et elle devient la dernière souveraine britannique de la maison de Hanovre.

## Héritage

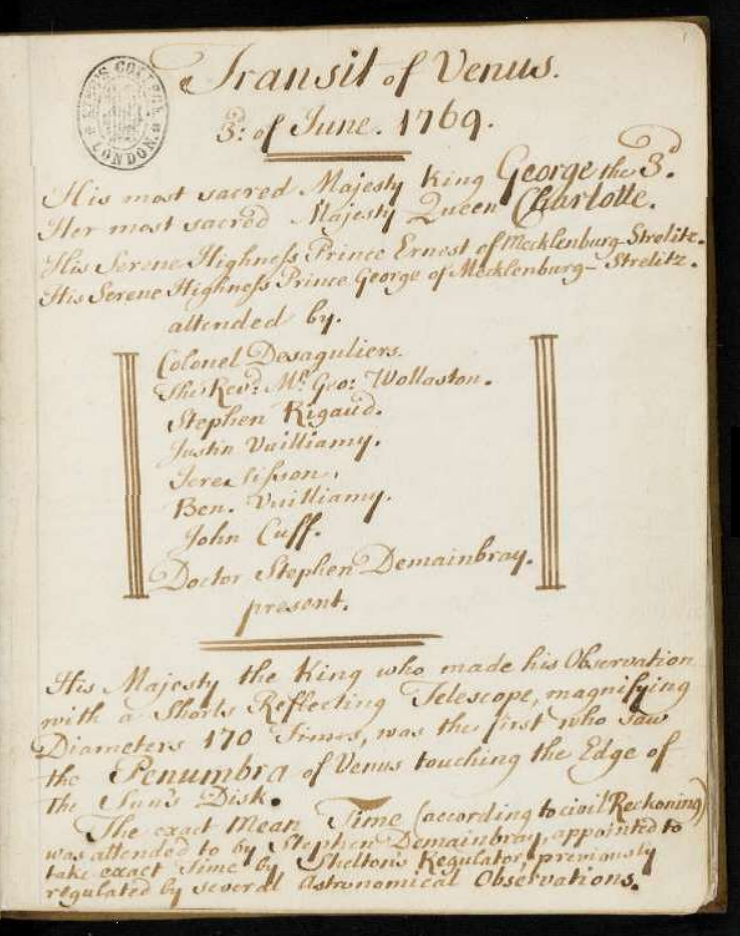
Extrait de Observations on the Transit of Venus, un texte manuscrit de la collection de Georges III, où apparaissent son nom et celui de sa femme Charlotte.

Il est surnommé « George le fermier » par les satiristes initialement pour moquer son intérêt des sujets prosaïques par rapport aux questions politiques puis pour marquer sa différence par rapport à la grandiloquence de son fils et le représenter comme un homme du peuple. Sous le règne de George III, qui est passionné par l'agriculture, la révolution agricole atteint son apogée et de nombreux progrès sont réalisés dans les domaines scientifiques et industriels. La population rurale augmente fortement et elle fournit une grande part de la main-d'œuvre nécessaire à la révolution industrielle. La collection d'instruments scientifiques et mathématiques de George III est aujourd'hui exposée au Science Museum de Londres ; il finance la construction et l'entretien du télescope de 40 pieds (12,2 m) de focale de William Herschel qui est alors le plus grand au monde. Lorsque Herschel découvre la planète Uranus en 1781 avec ce télescope, il la nomma Sidus Georgium (« Étoile de George ») en son honneur. Quelques localités sont nommées d'après lui, dont Georgetown, la capitale du Guyana.

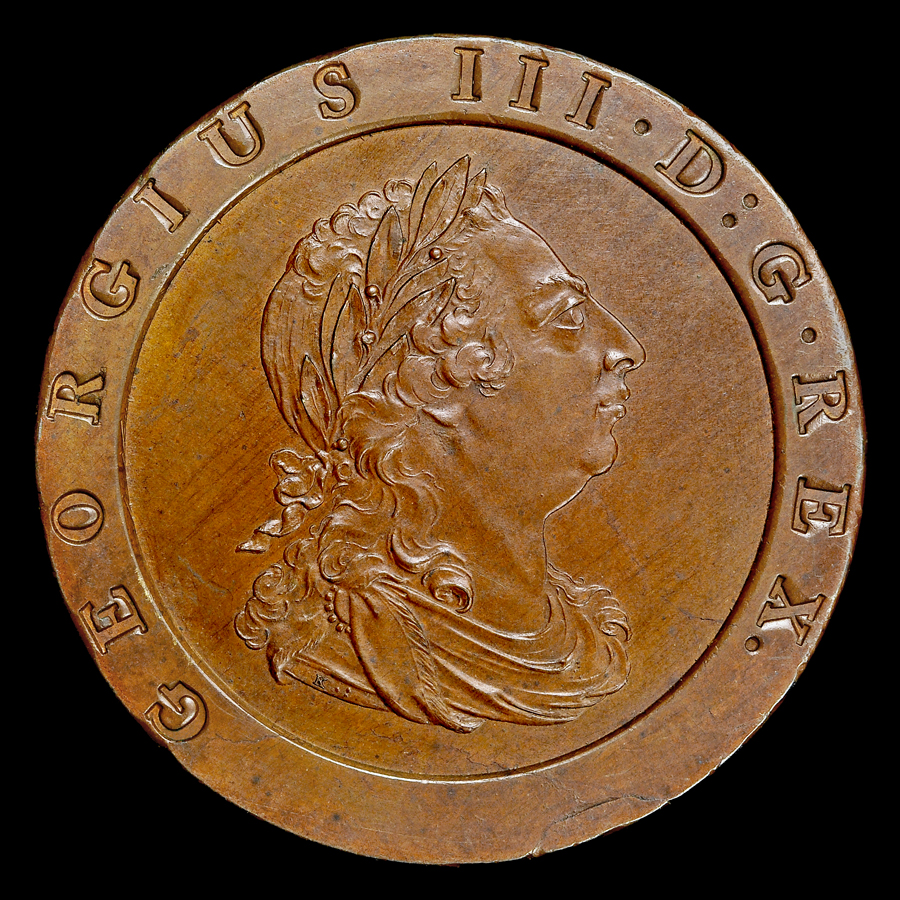
Pièce de deux pence de 1797 à l'effigie de George III.

George III espère que « les langues malveillantes ne peignent pas [ses] intentions dans les couleurs qu'elle admire ou que les flagorneurs ne [le] louent au-delà de ce [qu'il mérite] », mais dans l'esprit du public, il est à la fois diabolisé et loué. Bien que populaire au début de son règne, George devient la cible des révolutionnaires américains même si environ la moitié des colons restent loyaux à la monarchie. Les griefs listés dans la Déclaration d'indépendance des États-Unis sont présentés comme des « injustices et des usurpations répétées » qui ont pour objectif d'établir une « tyrannie absolue » sur les colonies. Les termes de la Déclaration contribuent à ce que George III soit considéré comme un tyran par l'opinion américaine. Les études contemporaines sur sa vie se divisent en deux camps : l'un décrivant les « opinions dominantes vers la fin de son règne lorsque le roi est devenu un symbole vénéré de résistance aux idées et au pouvoir français », tandis que l'autre « tire ses vues sur le roi des âpres luttes partisanes dans les deux premières décennies de son règne et exprime l'opinion de l'opposition dans ses travaux ». En s'appuyant sur ce deuxième type d'études, les historiens britanniques du XIXe siècle et du début du XXe siècle, comme George Trevelyan et Erskine May, défendent des interprétations hostiles du règne de George III. Néanmoins, les travaux de Lewis Namier (en) au milieu du XXe siècle, qui considère que George a été « énormément calomnié », ont entraîné une réévaluation de sa personnalité et de son règne. Les historiens de la fin du XXe siècle, comme Herbert Butterfield ou Richard Pares, tendent ainsi à le traiter avec plus de sympathie en le considérant comme la victime des événements et de la maladie. Ainsi en combattant les colons américains, George III croyait qu'il défendait le droit d'un Parlement élu à lever des taxes et ne cherchait pas particulièrement à étendre son pouvoir ou ses prérogatives. Les historiens considèrent que, durant le long règne de George III, la monarchie continua de perdre son pouvoir politique et elle devint l'incarnation de la moralité nationale.

## Titres, honneurs et armoiries

### Titres
- 4 juin 1738 – 31 mars 1751 : Son Altesse Royale le prince George[153] ;
- 31 mars 1751 – 20 avril 1751 : Son Altesse Royale le duc d'Édimbourg ;
- 20 avril 1751 – 25 octobre 1760 : Son Altesse Royale le prince de Galles ;
- 25 octobre 1760 – 29 janvier 1820 : Sa Majesté le roi.

En Grande-Bretagne, George III porte le titre officiel de « George III, par la Grâce de Dieu, roi de Grande-Bretagne, de France et d'Irlande, Défenseur de la Foi, etc. » En 1801, lorsque la Grande-Bretagne s'unit avec l'Irlande, il abandonne le titre de roi de France que tous les souverains anglais et britanniques revendiquent depuis Édouard III. Son titre devient alors « George III, par la Grâce de Dieu, roi du Royaume-Uni de Grande-Bretagne et d'Irlande, Défenseur de la Foi ».
Il est duc de Brunswick-Lunebourg, architrésorier et prince-électeur du Saint-Empire romain germanique jusqu'à la dissolution du Saint-Empire en 1806. Il reste alors duc jusqu'à ce que le congrès de Vienne ne le proclame roi de Hanovre en 1814.

### Honneurs
- 1749 :  chevalier du très noble ordre de la Jarretière ;
- 1760 :  souverain du très noble ordre de la Jarretière ;
- 1760 :  chevalier du très ancien et très noble ordre du Chardon ;
- 1760 :  souverain du très noble et très ancien ordre du Bain ;
- 1783 :  souverain du très honorable ordre de Saint-Patrick ;
- 1815 :  souverain de l'ordre royal des Guelfes ;
- 1818 :  souverain du très distingué ordre de Saint-Michel et Saint-Georges.

### Armoiries
Avant son accession au trône, George III porte les armoiries royales différenciées par un lambel de cinq points azur dont le point central portait une fleur de lys or. À la mort de son père, il hérite des armoiries de George II et de son lambel simple de trois points argent.
De son accession au trône à 1800, George III porte les armoiries royales de Grande-Bretagne et de Hanovre superposées : écartelé, au 1, trois lions passant en pal or (qui est Angleterre), au lion de gueules, au double trescheur fleuronné et contre-fleuronné du même (qui est Écosse), au 2, d'azur, trois fleurs de lys or (qui est France), au 3, d'azur, à la harpe d'or, cordée d'argent (qui est Irlande), au 4, sur le tout tiercé en pairle renversé (qui est Hanovre), 1, de gueules, à deux léopards d'or ; 2, d'or (pour le Brunswick), semé de cœurs de gueules, au lion d'azur (qui est Lunebourg), armé et lampassé du deuxième, brochant sur le tout ; 3, de gueules, au cheval cabré d'argent (qui est Westphalie) ; sur le tout de gueules à la couronne de Charlemagne d'or.
À la suite de l'Acte d'Union, les armoiries royales sont amendées et le quart français est supprimé. Ils deviennent : écartelé, au 1 et 4, Angleterre ; au 2, Écosse ; au 3, Irlande ; sous un écusson du Hanovre surmonté par le calot d'électeur. En 1816, lorsque l'électorat devient un royaume, le calot électoral devient une couronne.

Armoiries de 1751 à 1760 du prince George de Galles.
Armoiries de 1760 à 1801 du roi George III de Grande-Bretagne.
Armoiries de 1801 à 1816 du roi George III du Royaume-Uni.
Armoiries de 1816 à sa mort.

## Descendance

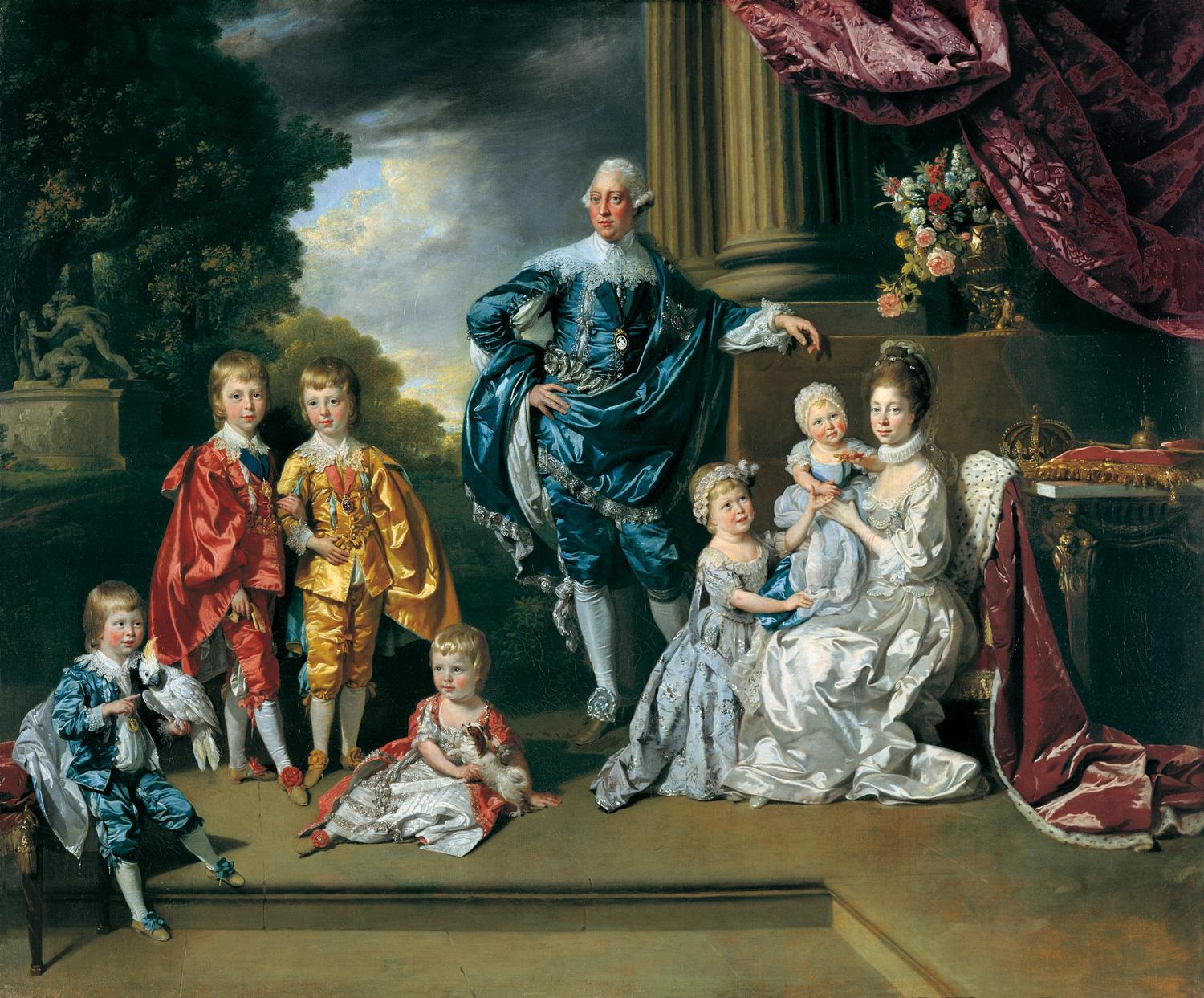
Le roi George III avec sa femme, la reine Charlotte et leurs six premiers enfants. Par Johan Zoffany, 1770.

| Nom                                                                                          | Naissance         | Mort              | Notes |
| -------------------------------------------------------------------------------------------- | ----------------- | ----------------- | --- |
| George IV, prince de Galles, prince-régent (1811), puis roi du Royaume-Uni et roi de Hanovre | 12 août 1762      | 26 juin 1830      | (1) Mariage en 1785 avec Maria Anne Fitzherbert (invalide suivant le Royal Marriages Act de 1772), pas d'enfants (2) Mariage en 1795 avec sa cousine Caroline de Brunswick, une fille (Charlotte, 1796-1817, 1re épouse de Léopold) |
| Prince Frederick, duc d'York                                                                 | 16 août 1763      | 5 janvier 1827    | Mariage en 1791 avec Frédérique-Charlotte de Prusse, pas d'enfants |
| Guillaume IV, duc de Clarence puis roi du Royaume-Uni et roi de Hanovre                      | 21 août 1765      | 20 juin 1837      | Mariage en 1818 avec Adélaïde de Saxe-Meiningen, pas d'enfants légitimes |
| Princesse Charlotte                                                                          | 29 septembre 1766 | 6 octobre 1828    | Mariage en 1797 avec Frédéric Ier de Wurtemberg, pas d'enfants |
| Prince Édouard-Auguste, duc de Kent                                                          | 2 novembre 1767   | 23 janvier 1820   | Mariage en 1818 avec Victoire de Saxe-Cobourg-Saalfeld, une fille (la reine Victoria, née en 1819 et morte en janvier 1901, impératrice des Indes en mai 1876)                                                                      |
| Princesse Augusta-Sophie                                                                     | 8 novembre 1768   | 22 septembre 1840 | sans alliance |
| Princesse Élisabeth                                                                          | 22 mai 1770       | 10 janvier 1840   | Mariage en 1818 avec Frédéric VI de Hesse-Hombourg, pas d'enfants |
| Ernest-Auguste Ier, duc de Cumberland puis roi de Hanovre                                    | 5 juin 1771       | 18 novembre 1851  | Mariage en 1815 avec Frédérique de Mecklembourg-Strelitz, deux enfants : d'où la suite des rois de Hanovre (leur fils Georges V jusqu'en 1865) puis des princes de Hanovre                                                          |
| Prince Auguste Frédéric, duc de Sussex                                                       | 27 janvier 1773   | 22 avril 1843     | (1) Mariage en 1793 avec Augusta Murray, deux enfants (invalide suivant le Royal Marriages Act de 1772) (2) Mariage en 1831 avec Cecilia Underwood (par la suite 1re duchesse d'Inverness), pas d'enfants                           |
| Prince Adolphe Frédéric, duc de Cambridge                                                    | 24 février 1774   | 8 juillet 1850    | Mariage en 1818 avec Augusta de Hesse-Cassel, trois enfants |
| Princesse Marie                                                                              | 25 avril 1776     | 30 avril 1857     | Mariage en 1816 avec son cousin William Frederick duc de Gloucester, pas d'enfants |
| Princesse Sophie                                                                             | 3 novembre 1777   | 27 mai 1848       | sans alliance |
| Prince Octave                                                                                | 23 février 1779   | 3 mai 1783        | |
| Prince Alfred                                                                                | 22 septembre 1780 | 20 août 1782      | |
| Princesse Amélie                                                                             | 7 août 1783       | 2 novembre 1810   | sans alliance |

## Filmographie
George III a été interprété à l'écran par :
- 1916 : John Storm dans The Mutiny of the Bounty ;
- 1917 : Jack Cosgrove dans The Spirit of ‘76
- 1923 : Ernst Schrumpf dans Königin Karoline von England ;
- 1924 : Arthur Donaldson dans Pour l'indépendance ;
- 1934 : Henry Mowbray dans The Pursuit of Happiness ;
- 1939 :
  - Olaf Hytten dans The Bill of Rights ;
  - Albert Lieven dans Rake's Progress ;
- 1942 : Raymond Lovell dans Le Jeune Monsieur Pitt ;
- 1947 : Frederick Valk dans Mrs. Fitzherbert ;
- 1954 :
  - Arthur Young dans John Wesley ;
  - Robert Morley dans Le beau Brummel ;
- 1957 : George Woodbridge dans The Lass of Richmond Hill ;
- 1959 : Eric Pohlmann dans John Paul Jones, maître des mers ;
- 1963 : Eric Pohlmann dans Le Justicier aux deux visages ;
- 1964 : Jean Muselli dans Le matelot de nulle part ;
- 1967 : Hans Mahnke dans So war Herr Brummell ;
- 1974 : Graham Chapman dans Monty Python's Flying Circus ;
- 1975 : Roger Booth dans Barry Lyndon ;
- 1976 : John Tillinger dans The Adams Chronicles ;
- 1979 : Nigel Davenport dans Prince Regent ;
- 1987 :
  - Rhys McConnochie dans Captain James Cook ;
  - Gertan Klauber dans Blackadder the Third ;
- 1992 : Peter Moon dans Bligh ;
- 1994 :
  - David Warner dans le docufiction The American Revolution ;
  - Nigel Hawthorne dans La Folie du roi George ;
- 1997 : Liberty! The American Revolution de Ellen Hovde et Muffie Meyer avec Alex Jennings ;
- 2000 :
  - Nicholas Rowe dans Longitude ;
  - Robin Soans dans Sabotage ! ;
  - Mark Hadlow dans Jack of All Trades ;
- 2002 :
  - Charles Shaughnessy dans Liberty's Kids ;
  - Anthony Cochrane dans Benjamin Franklin ;
- 2003 : Dave Reitze dans Kidz History: The Revolutionary War ;
- 2004 :
  - Geoffrey Bateman dans The Badness of King George IV ;
  - Geoffrey Streatfeild dans Timewatch - How Mad Was King George ? ;
- 2006 : Yoshihisa Kawahara et Blake McMahon dans Le Chevalier D'Eon ;
- 2008 : Tom Hollander dans John Adams ;
- 2009 : Simon Farnaby et Lawry Lewin dans Horrible Histories ;
- 2015 :
  - Paul Rhys dans Turn : Washington's Spies ;
  - Edward Petherbridge dans Jonathan Strange & Mr Norrell ;
- 2016 : Paul Whitehouse dans The Windsors ;
- 2017 : Simon Callow dans George III - The Genius of the Mad King
- 2018 : Mark Gatiss dans National Theatre Live : The Madness of George III ;
- 2020 :
  - Jonathan Groff dans Hamilton ;
  - James Fleet dans La Chronique des Bridgerton.
- 2023
  - Corey Mylchreest dans Queen Charlotte: A Bridgerton Story
  - Stéphane Bern dans la saison 7 de La Guerre des trônes, la véritable histoire de l'Europe